# Rowena Spencer
Rowena Spencer (ur. 3 lipca 1922, zm. 13 maja 2014) – amerykańska lekarka specjalizująca się w chirurgii dziecięcej w czasach, gdy kobiecie niezwykle ciężko było zostać chirurgiem. Była pierwszą kobietą na stażu chirurgicznym w szpitalu im. Johnsa Hopkinsa. Była też pierwszą kobietą powołaną do kadry chirurgicznej na pełny etat na Uniwersytecie stanowym w Luizjanie i pierwszą kobietą chirurg w Luizjanie.

## Kariera Medyczna
W latach 1968–1977 Rowena Spencer praktykowała na Uniwersytecie Szpitalnym Tulane, po czym utrzymywała prywatną praktykę aż do przejścia na emeryturę. Znana była ze swego oddania niemowlętom. Często spała w szpitalu by opiekować się nimi, a także by monitorować stan swoich pacjentów po operacji.

## Bliźnięta syjamskie
W 1990 Rowena Spencer rozpoczęła badania na temat bliźniąt syjamskich i stała się jednym z czołowych światowych autorytetów w tej dziedzinie. Następnie opublikowała książkę na ten temat zatytułowaną: Bliźnięta syjamskie: Rozwój, Wady rozwojowe i Kliniczne Implikacje. Spencer pomagała także w rozdzielaniu czterech par bliźniąt syjamskich.

## Uznanie i dziedzictwo
W 1999 roku Rowena Spencer została uhonorowana przez stowarzyszenie absolwentów Uniwersytetu im. Johnsa Hopkinsa nagrodą dla wybitnego absolwenta.